# Aua Viva

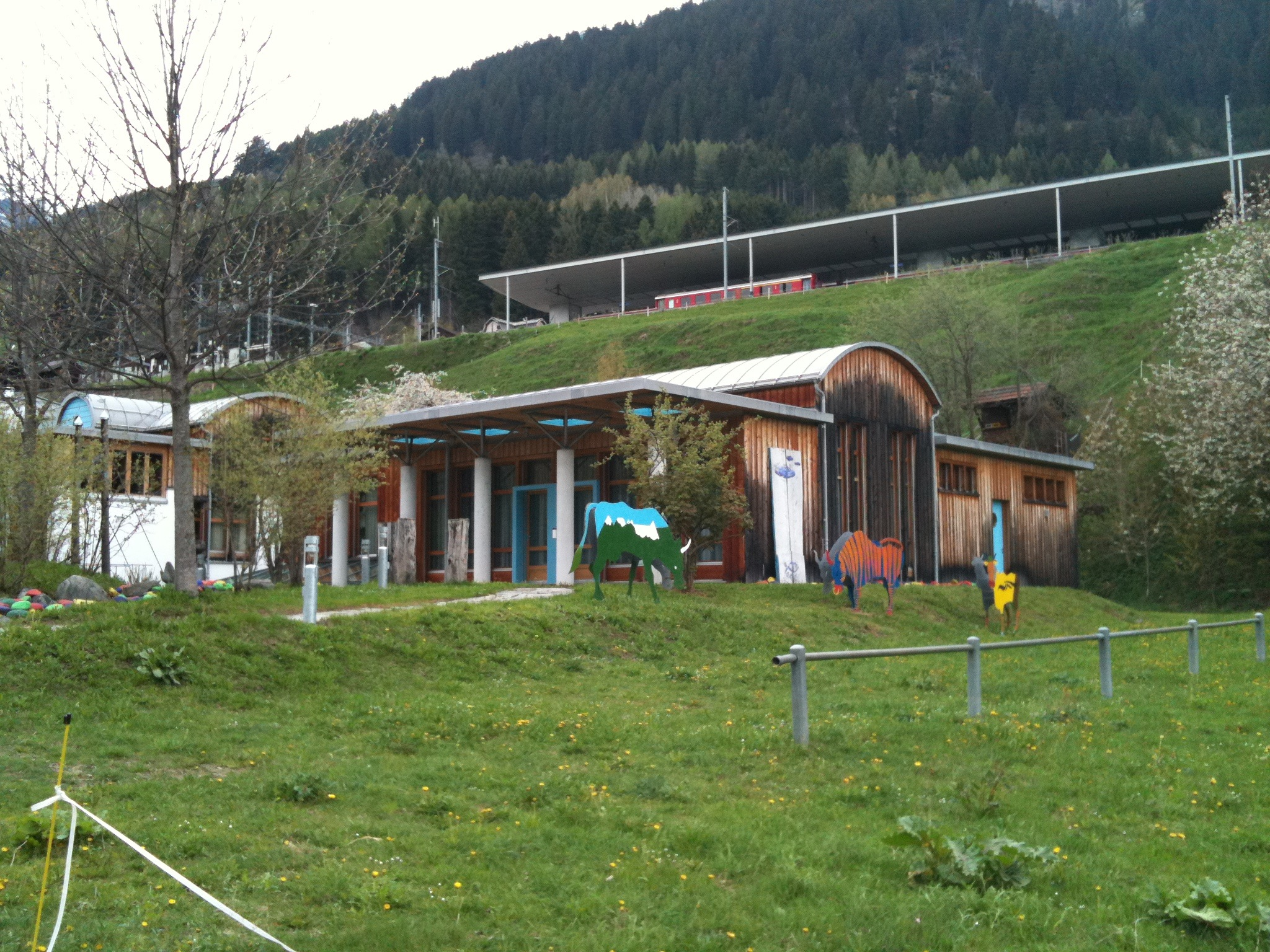
Aussenansicht – das Gebäude befindet sich direkt unterhalb des Bahnhofs

Das Kirchgemeindezentrum Aua Viva (rätoromanisch für «lebendiges Wasser») in Disentis in der Cadi bezeichnet in erster Linie das als Begegnungsstätte konzipierte Kirchgemeindehaus mit Gottesdienstraum, Gruppenräumen und Pfarrwohnung und darüber hinaus auch die evangelisch-reformierte Kirchgemeinde der Cadi, die das Gebäude nutzt und unterhält. Es liegt im Ortsteil Raveras unterhalb des Bahnhofs und damit – typisch für einen Bau in der Diaspora – etwas abseits vom Dorfkern.

## Geschichte
In der seit der Gegenreformation vollständig katholischen Cadi kam es in den 1960er Jahren besonders durch den Bau der Kraftwerke im Vorderrheintal zum Zuzug zahlreicher reformierter Familien. 1964 organisierten sich diese in der Evangelischen Vereinigung der Cadi mit Sitz in Disentis.
1986 beschloss die Vereinigung die Gründung einer eigenen Kirchgemeinde, die noch im gleichen Jahr vollzogen wurde. 1988 erhielt die Kirchgemeinde ein eigenes, zuerst befristetes Pfarramt. Das fünfjährige Provisorium wurde 1993 in eine dauerhafte Einrichtung umgewandelt. Seit 1991 betreibt die Kirchgemeinde die Stiftung Tür auf – mo vinavon, die ökumenische Kontakte unterhält und Projekte initiiert.
Nach einjähriger Bauzeit konnte 1999 das Begegnungszentrum Aua Viva eingeweiht werden. Dieses steht neben kirchlichen Veranstaltungen besonders auch kulturellen und künstlerischen Anlässen offen.
Im Juni 2013 fand die Bündner Synode im Gemeindezentrum Aua Viva statt.

## Kirchliche Organisation
Die Evangelisch-reformierte Landeskirche Graubünden führt die Kirchgemeinde Cadi seit 1986 – damals als jüngste, 121. Kirchgemeinde.
Ein Versuch Anfang des 21. Jahrhunderts, eine Pastorationsgemeinschaft Obere Surselva zu gründen, wurde nach kurzer Zeit wieder aufgegeben.

## Galerie

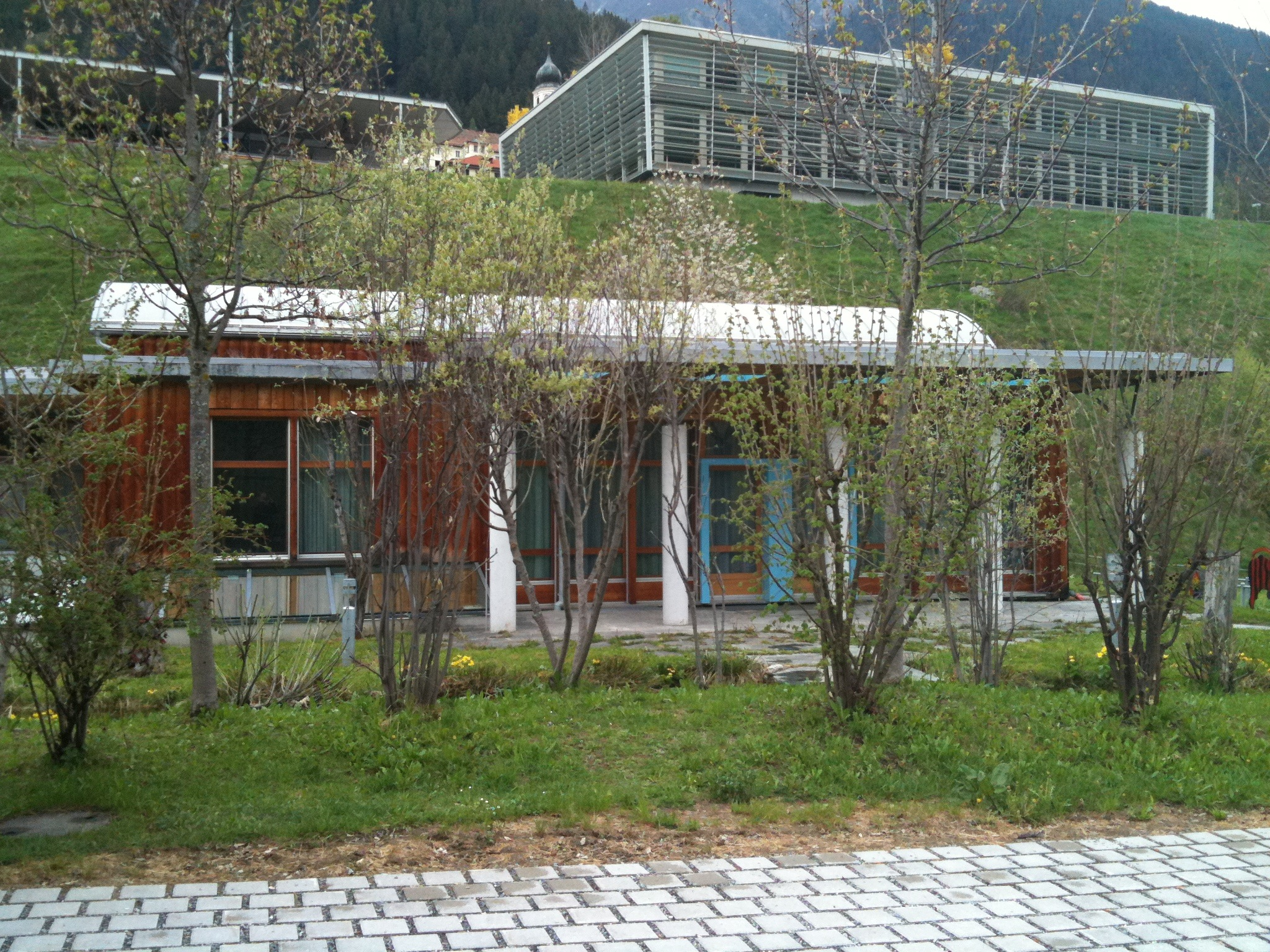
Kirchgemeindezentrum Aua Viva
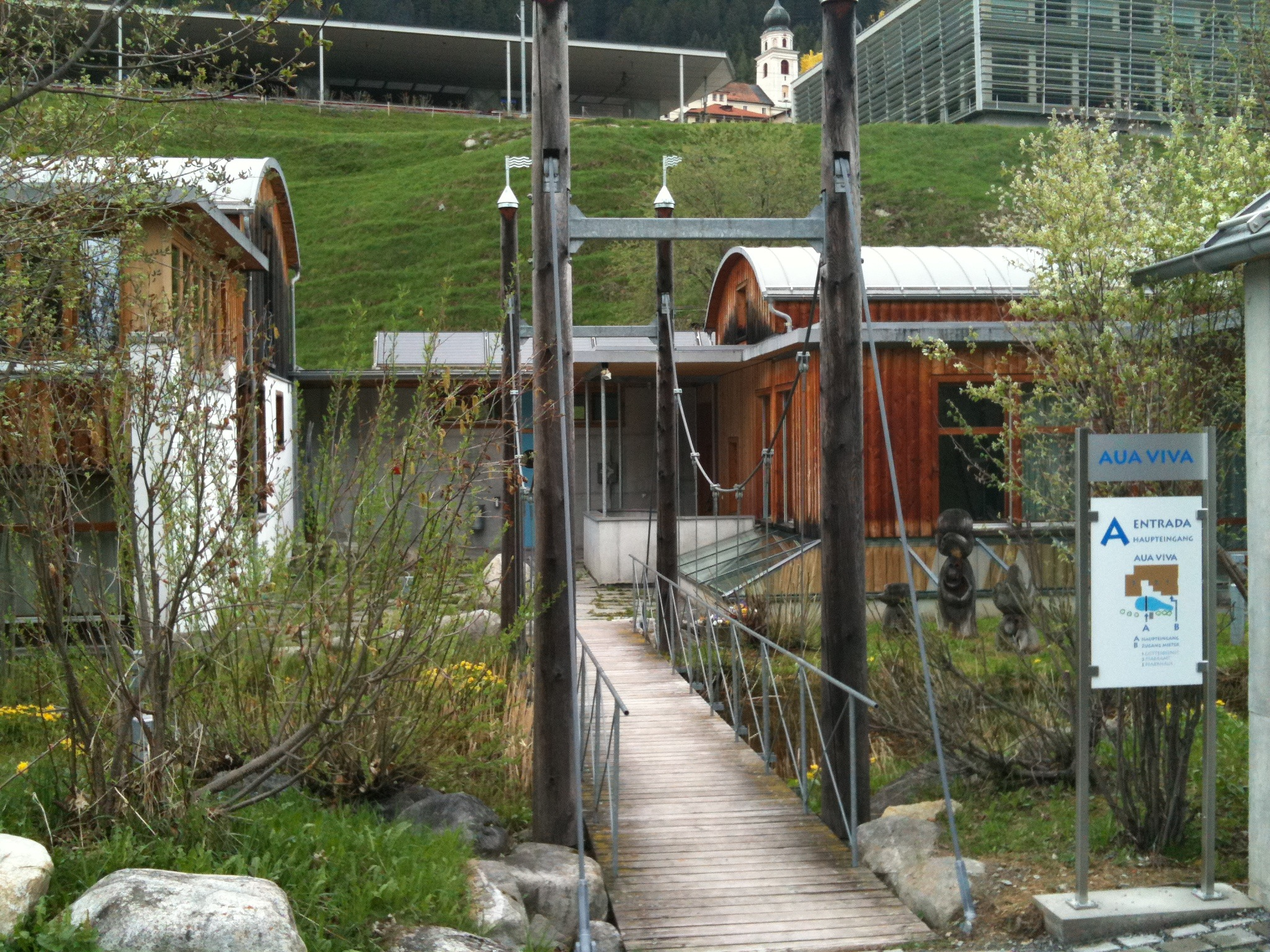
Eingang über Brücke
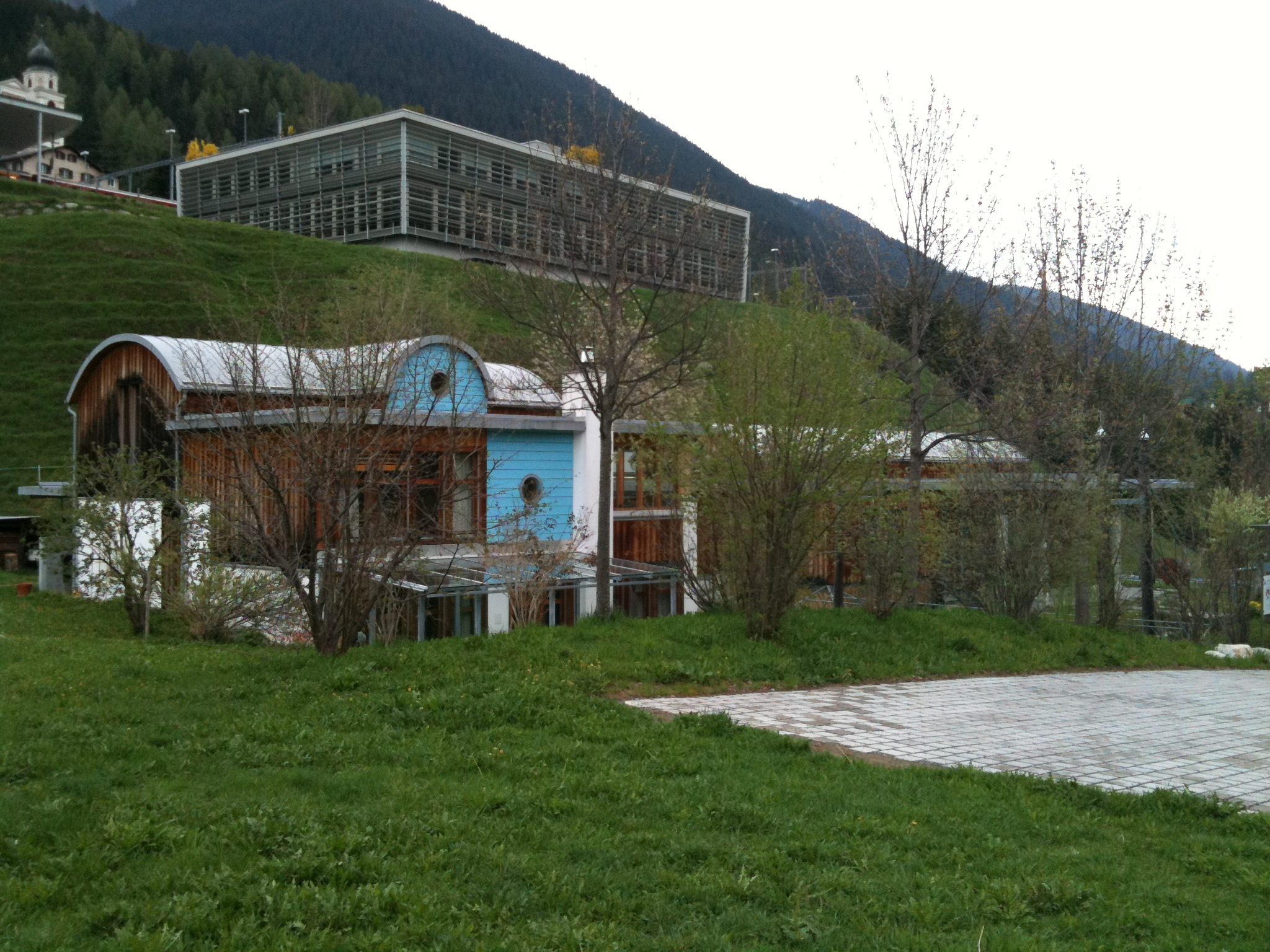
Der gesamte Gebäudekomplex mit der Pfarrwohnung links
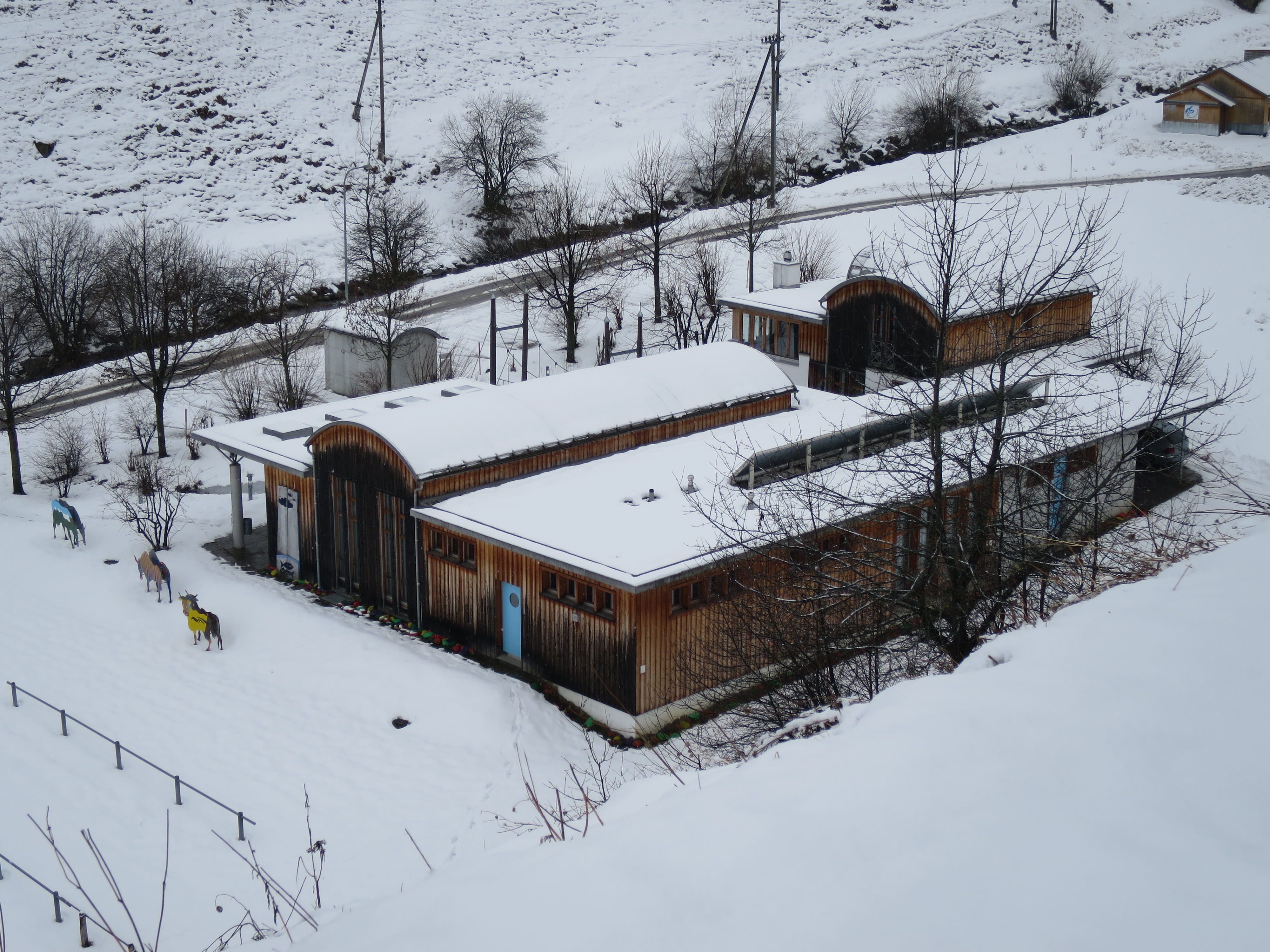
Gesamtansicht von oben